# Olga Taratuta
Olga Illiwna Taratuta, ukr. Ольга Іллівна Таратута, ros. Ольга Ильинична Таратута (ur. 21 stycznia 1876; ewentualnie 1874 lub 1878 w m. Nowodimitrowka, zm. 8 lutego 1938 w ZSRR) – ukraińska działaczka anarchistyczna, założycielka ukraińskiego Anarchistycznego Czarnego Krzyża.

## Życiorys
Urodziła się jako Elka Ruwinśka (ukr. Елька Рувінська) we wsi Nowodimitrowka, niedaleko Chersonia, leżącego wówczas na terenie Imperium Rosyjskiego. Pochodziła z rodziny żydowskiej, jej ojciec prowadził mały sklep. Po ukończeniu szkoły nauczycielskiej pracowała jako nauczycielka.
Została aresztowana w 1895 z powodu „podejrzeń politycznych”. W 1897 dołączyła do grupy socjaldemokratycznej związanej z Abramem i Iudą Grossmanami w Jekatierinosławiu. Taratuta była członkinią Południowego Rosyjskiego Związku Robotników i Jelizawetgradziego komitetu Socjaldemokratycznej Partii Robotniczej Rosji w latach 1898–1901. W 1901 przeprowadziła się do Niemiec, a następnie do Szwajcarii; w tym okresie pracowała dla organu partii, gazety Iskra i poznała wówczas Georgija Plechanowa i Włodzimierza Lenina.
W 1903, podczas pobytu w Szwajcarii, Taratuta związała się z ruchem anarchokomunistycznym. W 1904 wróciła do Odessy i dołączyła do grupy Neprimirimych (ros. непримиримых), która swoją ideologią nawiązywała do myśli Jana Wacława Machajskiego. Taratuta została aresztowana w kwietniu 1904, ale uwolniono ją kilka miesięcy później z powodu braku dowodów. Po zwolnieniu dołączyła do Odessańskiej Grupy Robotników Anarchokomunistów. Zaczęła stawać się coraz bardziej znaną osobą wśród rosyjskiego ruchu anarchistycznego.
Taratuta została ponownie zatrzymana w październiku 1905, ale zwolniono ją podczas amnestii politycznej, która była wynikiem rewolucji. Dołączyła do bojowego skrzydła Południoworosyjskiej Grupy Anarchokomunistów, która stosowała „terror bez motywacji” - ogólne ataki na instytucje i przedstawicieli burżuazji, a nie na konkretne osoby. Taratuta była zamieszana w atak bombowy na Café Libman w Odessie w grudniu 1905, za co skazano ją na 17 lat więzienia.
Uciekła z więzienia w grudniu 1906 i wyjechała do Genewy, gdzie dołączyła do Buntar ("Buntownicy") i redagowała gazetę, zwaną także Buntar. Pod koniec 1907 powróciła do Odessy, gdzie pomogła zaplanować zamach przeciwko generałowi Aleksandrowi Kaulbarsowi, dowódcy regionu wojskowego Odessy, oraz przeciwko generałowi Tolmachewowi, gubernatorowi Odessy.
Została aresztowana w 1908 w Jekaterynosławiu i skazana tym razem na 21 lat więzienia. Uwolniono ją w 1917, po rewolucji lutowej. W maju 1918 wstąpiła do Politycznego Czerwonego Krzyża, który pomagał uwięzionym rewolucjonistom wszystkich politycznych przynależności.
Chociaż początkowo utrzymywała dystans od ruchu anarchistycznego, rosnące prześladowania anarchistów przez rząd bolszewicki zainspirowały Taratutę do przyłączenia się do gazety Gołos Truda (ros. Голос Труда) i konfederacji Nabat w czerwcu 1920. We wrześniu wróciła na Ukrainę, po podpisaniu przez machnowców rozejmu z rządem sowieckim. Machnowscy dowódcy dali jej 5 milionów rubli; Taratuta udał się do Charkowa i wykorzystała te pieniądze, aby utworzyć Anarchistyczny Czarny Krzyż, który miał zapewnić pomoc uwięzionym i innym prześladowanym anarchistom.

## Sowieckie Represje
W listopadzie 1920 Taratuta została aresztowana podczas antysowieckiej akcji anarchistów i machnowców na Ukrainie.  Sowieci zamknęli Anarchistyczny Czarny Krzyż. Taratuta została przeniesiona do Moskwy w styczniu 1921, a następnie do Orłowa w kwietniu 1921. W kolejnym miesiącu zaproponowano jej zwolnienie pod warunkiem publicznego potępienia jej anarchistycznych przekonań. Zamiast tego dołączyła do współwięzionych anarchistek i anarchistów podczas 11-dniowego strajku głodowego. W marcu 1922 zesłano ją na dwa lata do Wielkiego Ustiugu.
Po zwolnieniu w 1924 przeprowadziła się do Kijowa, gdzie w połowie roku aresztowano ją za publikowanie propagandy anarchistycznej, ale niedługo potem została zwolniona. Tego samego roku przeprowadziła się do Moskwy. W 1927 dołączyła do międzynarodowej kampanii wspierającej Sacco i Vanzetti. W latach 1928 i 1929 Taratuta napisała wiele listów motywowana próbą organizacji międzynarodowej organizacji wspierającej anarchistów i anarchistki w sowieckich więzieniach. W 1929 powróciła do Odessy, gdzie ją aresztowano za próbę zorganizowania grupy anarchistycznej wśród pracowników kolei. Została skazana na dwa lata więzienia.
Po zwolnieniu Taratuta wróciła do Moskwy. Wstąpiła do Towarzystwa Więźniów Politycznych i Wygnańców, którzy bezskutecznie próbowali uzyskać emerytury dla starych, zubożałych i chorych rewolucjonistów. Została zatrzymana i skazana w 1933, jednak niewiele wiadomo o tym wydarzeniu.
27 listopada 1937 została kolejny raz aresztowana i oskarżona o działalność anarchistyczną oraz antyradziecką. Skazana na śmierć 8 lutego 1938 i stracona tego samego dnia.